# Breckpot-β-Lactamsynthese
Die Breckpot-β-Lactamsynthese ist eine Namensreaktion der organischen Chemie. Die Reaktion wurde 1923 von Raymond Breckpot (1902–1983) veröffentlicht.

## Übersichtsreaktion
Bei der Breckpot-β-Lactamsynthese reagiert ein Ester der β-Aminosäure über eine Cyclisierungsreaktion mit einem Grignard-Reagenz zu β-Lactam.

## Reaktionsmechanismus
Im vorgeschlagenen Reaktionsmechanismus reagiert ein Ester der β-Aminosäure mit einem Grignard-Reagenz. Es folgt eine Cyclisierungsreaktion und das β-Lactam entsteht.

## Modifikation
Die Breckpot-β-Lactamsynthese wurde erweitert, indem das Mukaiyama-Reagenz (2-Chlor-1-methylpyridinium iodid) verwendet wurde. Außerdem lässt sich N-Methylpyidiniumsalz verwenden.

## Anwendung
Die Breckpot-β-Lactamsynthese lässt sich in der Synthese von β-Lactam verwenden.